# Abundancia

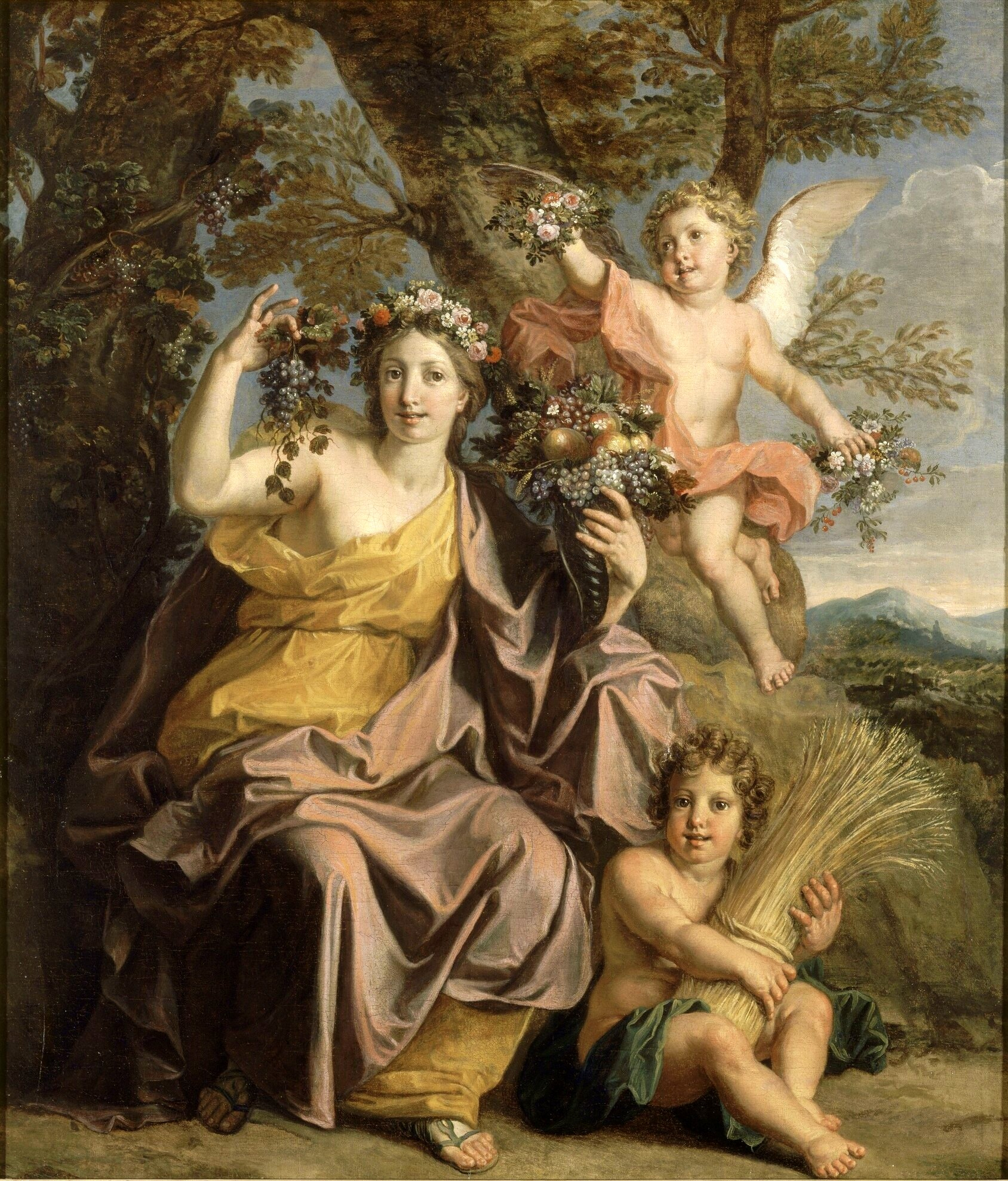
Abundancia, 1700

Se conoce como abundancia a la gran cantidad de alguna cosa así como a la prosperidad. La expresión adverbial nadar en la abundancia se pronuncia cuando una persona goza de gran prosperidad económica.

## Mitología
Abundancia es una divinidad alegórica que Ovidio dice que siguió a Saturno cuando Júpiter le destronó. No tenía entre los antiguos ni templo, ni altar determinado. La pintan bajo la figura de una ninfa joven, robusta y de colores vivos, ceñida la trente con una guirnalda de varias flores y con vestidos de color verde recamados de oro. Lleva en la mano derecha el cuerno de Amaltea y en la izquierda un manojo de espigas, que caen en desorden. En una medalla de Trajano está representada con dos cuernos en lugar de uno. En otra de Antonino se la ve en pie con las manos entendidas sobre canastos llenos de flores y de frutas. Algunas veces se halla indicada por Ops o Ceres. En una medalla de Pertinax tiene dos espigas en la mano derecha y con la izquierda sostiene su ropaje que está algo separado de su pecho, para manifestar mejor su seno, indicando de este modo el manantial de todas las riquezas. 

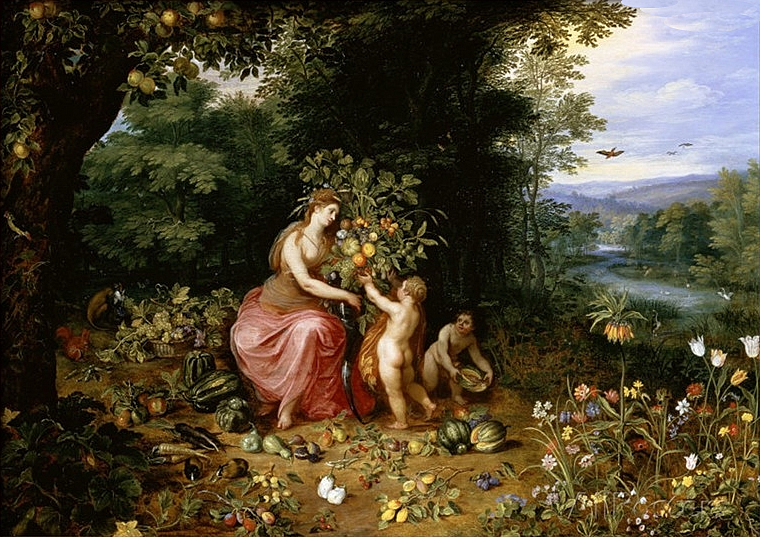
Abundancia según Jan Brueghel el Joven

En otra medalla de Heliogábalo está representada apoyando el pie derecho sobre un globo, teniendo en sus manos un cuerno boca abajo de donde caen una multitud de diversas monedas de oro y plata, emblema de la prodigalidad más que de abundancia. En otras varias medallas antiguas se le da una corona de flores y un manojo de espigas de toda clase de granos, teniendo a su pies o en su cabeza cierta medida de donde salen varias espigas y una amapola, símbolo de la atención del príncipe en mantener la abundancia y la seguridad. Algunas veces se observa en ellas una nave para indicar la importación del trigo extranjero. En general el caduceo colocado entre las espigas de trigo, según está en algunas medallas, designa la abundancia que es el resultado de la paz. La estatua de la Abundancia colocada en el museo del Capitolio tiene una bolsa en la derecha y una corona en la izquierda. Varias emperatrices han sido representadas bajo el aspecto de la Abundancia. 
El cuerno de la abundancia en las medallas es uno de los atributos del genio.